# 跛豪
《跛豪》是一部於1991年上映的香港警匪片，由潘文傑擔任執導，以及由呂良偉、鄭則士、葉童、葉子楣等領銜主演。主要講述1960年代至1970年代的大毒梟“跛豪”（影射吳錫豪）的生平及事蹟。片長超過兩小時，在當時的港產片中屬少見的長篇電影；上映時票房超過3800萬港元，位居當年的全年第三位。本片榮獲第11屆香港電影金像獎最佳電影及最佳編劇。
此電影主要講述從中國大陸到香港的跛豪，由難民發蹟成為大毒梟的歷史，片中的跛豪販毒、殺戮；與貪污警察稱兄道弟，至1970年代由廉政公署成立後被捕，交織寫出當年香港的地下秩序和社會百態，並定位為「歷史傳記片」，開創傳記片熱潮，之後開拍的類似電影有《歲月風雲之上海皇帝》、《五億探長雷洛傳》、《賭城大亨之新哥傳奇》、《濠江風雲》和《四大探長》等。
此電影攝製前，編劇及出品人麥當雄曾專程請示吳錫豪，希望得到其許可，但吳錫豪不同意，所以在電影片頭處可以看到一段較短的致歉信，內容如下：「本片攝製時，未經吳錫豪先生同意。如片內有模仿影射等情節，實屬巧合。並為可能引起不便之處，向吳先生致歉意。」同年8月，吳錫豪因患末期肝癌，在獲特赦後半個月病逝。

## 故事大綱
1962年，毛澤東的大躍進失敗後，中國各地出現大饑荒，一個廣東潮州汕頭青年吳國豪，逃到香港石硤尾打工謀生，因被老闆壓榨，認為要發達必須「夠狠」，於是走向江湖之路，卻遇上當地黑幫的欺壓，吳國豪只好帶領幾個同鄉青年，投靠黑幫大哥肥波。在幾場血戰後，吳國豪獲肥波信任，並且確立了他在黑幫中的地位。吳國豪勢力日大，肥波漸感威脅，又加上情婦阿楣與吳國豪的手下有染，遂設局令吳國豪被毒梟江老大追殺，吳國豪雖倖免，但左腿傷殘無法復原。為報此仇，吳國豪買通阿楣，誣陷肥波藏毒，終令肥波瑯璫入獄。吳國豪趁機親近總華探長雷覺天（雷老虎），幫他做事並接管肥波的事業，成為香港四大家族之一。1973年，香港成立總督特派廉政專員公署，貪污的探長們紛紛外逃，總華探長雷覺天被迫退休。雷覺天臨行前勸其收手，但吳國豪因位高狂妄自大，低估廉政公署的執行力，更被手下出賣被捕入獄，在鐵窗後渡其下半生。

## 主要人物
| 演員   | 角色                    | 粵語配音                     | 關係暱稱 |
| ------ | ----------------------- | ---------------------------- | --- |
| 呂良偉 | 吳國豪                  | 朱子聰                       | 影射吳錫豪 綽號「跛豪」（茅躉豪） 1950年代末中國大陸大飢荒時逃亡香港，後從事販毒，漸成黑幫頭子 1960年代起與貪污探長雷覺天同謀合污 1970年代與金三角合作，控制大部分香港毒品入口，廉政公署成立後被捕。 呂良偉為飾此角，在拍攝其間一度增肥數十磅。 |
| 鄭則士 | 吳成彪 香港版本：吳成波 | 鄭則士                       | 影射吳振坤 毒梟，綽號肥彪，結交探長雷覺天。原為跛豪老大，跛豪自立門戶後雙方對立。老謀深算，後被炸至重傷於醫院被捕，最後在獄中自殺。 |
| 葉童   | 謝婉英                  | 葉童，部分對白黃鳳英         | 影射鄭月英 吳國豪妻，原為啞七的嫂子，是一名寡婦，為人精明能幹，在跛豪熱烈追求下結婚，並為跛豪管理毒品倉庫，於跛豪被捕後半年被捕 |
| 葉子楣 | 楣楣                    | 曾慶珏                       | 本為肥波情婦，卻與阿明有染，後來跟了雷覺天。雷覺天失勢後赴印度賣淫，生死不明。 |
| 李子雄 | 陳大文                  | 張炳強                       | 跛豪手下唯一的知識份子，冷靜聰明又能察言觀色，最後被跛豪羞辱痛罵但還是不離不棄，跟隨跛豪一起入獄，被捕前把妻兒送住加拿大 |
| 吳啟華 | 吳明                    | 馮永和                       | 跛豪手下，勇猛兇殘，但好色又染毒。勾搭肥波情婦楣楣而釀成雙方衝突的導火線，後因毒癮漸重成為沒用的廢物，看了無頭屍的報導後發現是大聲雄，誤以為跛豪欲清理門戶而怕得轉作污点證人指證跛豪以求保命。                                                  |
| 錢似鶯 | 吳媽                    |                              | 阿明母親。 |
| 陳榮宗 | 大蝦                    | 周永光                       | 跛豪手下，細蝦之兄，憨厚壯碩但怕老婆的猛男，與跛豪、陳大文一同落網。 |
| 陳治良 | 細蝦                    | 黃子敬                       | 跛豪手下，大蝦之弟，與其兄一樣單純壯碩怕老婆，後來被伏擊重傷而成植物人，不忍他折磨渡日的跛豪含淚用枕頭悶死。 |
| 徐錦江 | 啞七                    |                              | 原金牙炳手下，謝婉英是他的嫂子，跛豪消滅金牙炳時，因為堅毅不屈，跛豪於是沒有殺死他，並為他出錢治療，休養後改投跛豪門下，對跛豪忠心耿耿，後為拯救跛豪戰死。                                                                                      |
| 吳孟達 | 金牙炳                  |                              | 客家黑幫老大，在石硤尾賣白粉，在一次打鬥中被跛豪殺害。 |
| 曾江   | 雷覺天 （雷老虎）       | 曾江                         | 影射呂樂 勢力最大的貪污探長，眾多黑道的靠山，多次調停跛豪與肥波等人的衝突，貪汙東窗事發後，逃至臺灣，在臺灣散盡家財、身敗名裂。 |
| 黃光亮 | 黃志雄 （大聲雄探長）   | 黃光亮                       | 貪污警察，爛賭成性並欠下賭債，與跛豪勾結、受他金錢援助買到探長位置，曾為跛豪對付肥波而得罪雷覺天被調往沙頭角，最後出賣跛豪但被抓包，被大蝦勒死並砍成無頭屍上了報紙頭條。                                                                        |
| 劉江   | 龍探長                  | 張炳強，潮州話對白蘇強文代配 | 因同鄉而放過偷渡來港的跛豪一馬，嫉惡如仇不收黑錢，最後升到總華探長並親自拘捕跛豪。 |
| 羅烈   | 田老大                  | 周永光                       | |
| 劉洵   | 高佬冯                  | 黃子敬                       | |
| 鍾發   |                         |                              | 金牙炳手下 |
| 韓坤   | 江老大                  | 黃子敬                       | |
| 駱達華 |                         | 蘇強文                       | 江老大手下 |
| 江欣燕 |                         | 曾慶珏                       | 雷覺天的情婦，為雷覺天誕下一子，後因雷覺天不離婚而患上精神分裂苦纏雷覺天，後來被跛豪強制送住大陸，並逼她強嫁到黑龍江哈爾濱的一戶人家，其子交予雷覺天。                                                                                          |
| 黃樹棠 | 警察                    |                              | |

## 獎項
| 年份 | 頒獎典禮             | 獎項       | 名單           | 結果 |
| ---- | -------------------- | ---------- | -------------- | ---- |
| 1992 | 第11屆香港電影金像獎 | 最佳電影   | 跛豪           | 獲獎 |
| 1992 | 第11屆香港電影金像獎 | 最佳導演   | 潘文傑         | 提名 |
| 1992 | 第11屆香港電影金像獎 | 最佳編劇   | 麥當雄、蕭若元 | 獲獎 |
| 1992 | 第11屆香港電影金像獎 | 最佳男主角 | 呂良偉         | 提名 |
| 1992 | 第11屆香港電影金像獎 | 最佳男配角 | 鄭則仕         | 提名 |
| 1992 | 第11屆香港電影金像獎 | 最佳女配角 | 葉童           | 提名 |
| 1992 | 第11屆香港電影金像獎 | 最佳剪接   | 潘雄           | 提名 |

## 製作
部份場景於九龍城寨取景。

### 選角
本劇演員呂良偉為飾演「跛豪」一角而增肥。
本剧「跛豪」角色原定由许冠文出演，但因许冠文不愿意放弃其喜剧形象而拒绝出演。
後來呂良偉於一次訪問中，透露在當年電影已拍完並準備上演時，因為拍攝方希望得吳錫豪首肯本劇使用「跛豪」作為戲名而先把電影給其家人觀看，後獲其同意於獄中接見呂良偉和導演麥當雄兩人, 而吳錫豪除表示家人很欣賞呂良偉戲中表現外, 起初對導演麥當雄沿用他的故事作電影題材表示不滿。但也鑑於電影始終已拍竣所以要求麥當雄以吳錫豪的名義向一慈善組織捐款港幣五十萬元後，便同意制片方使用「跛豪」作為本劇戲名。

## 外部連結
- 香港影庫上《跛豪》的資料（繁體中文）
- 開眼電影網上《跛豪》的資料（繁體中文）
- 豆瓣电影上《跛豪》的資料 （简体中文）
- 时光网上《跛豪》的資料（简体中文）
- AllMovie上《跛豪》的资料（英文）
- 爛番茄上《跛豪》的資料（英文）
- 互联网电影数据库（IMDb）上《跛豪》的资料（英文）

## 相關電影
- 《五億探長雷洛傳》：劉德華主演
- 《追龍》：甄子丹、劉德華主演